# 坂手神社
坂手神社（さかてじんじゃ）は、愛知県一宮市にある神社である。旧社格は県社。
式内社の尾張国中島郡「坂手神社」という（別説として、稲沢市の日吉社がある）。坂手神社のある地は尾張国葉栗郡であるが、中世以前は中島郡と推測されている。地名の佐千原（さちはら）は、坂手から佐手原、佐千原と変化した地名という。
明治時代までは、毎年伊勢神宮より幣錦を賜っていた。一説には伊勢神宮の御厨であったという。元伊勢の尾張国中嶋宮と伝えられている（中嶋宮は酒見神社の説もある）。

## 概況
- 創建時期は不明。垂仁天皇14年、天照大神の御霊代を祀る地を探していた倭姫命は、美濃国伊久良河宮（現天神神社）から尾張国中島郡にたどりつく。この地に坂手大神を祀ったのが最初という。天照大神の御霊代は現在の坂手神社のやや北に仮宮を築き祀ったという。
- 江戸時代は八剣社と称されていたが、1872年（明治5年）に郷社、1941年（昭和16年）に県社となる。

## 祭神
- 高水上神
大山祗神の息子神とされている。

## 交通機関
- 名鉄バス「佐千原」バス停下車、徒歩15分。または「東佐千原」バス停下車、徒歩10分
  - 名古屋鉄道名古屋本線・尾西線名鉄一宮駅、東海道本線尾張一宮駅（名鉄一宮駅バスターミナル3番のりば）より「宮田本郷」「川島」行き
「佐千原」バス停は「宮田本郷」行き、「東佐千原」バス停は「川島」行き